# Густые Тычинки
Густые Тычинки — деревня в Колпнянском районе Орловской области России. Входит в состав Ярищенского сельского поселения.

## География
Деревня находится в юго-восточной части Орловской области, в лесостепной зоне, в пределах центральной части Среднерусской возвышенности, к западу от реки Фошня, на расстоянии примерно 9 км (по прямой) к северо-востоку от посёлка городского типа Колпна, административного центра района. Абсолютная высота — 222 м над уровнем моря.
Климат
Климат характеризуется как умеренно континентальный. Средняя температура января −8,5 °C, средняя температура июля +18,5 °C. Годовое количество осадков 500—550 мм. Среднегодовая температура воздуха составляет +4,6 °C.
Часовой пояс
Деревня Густые Тычинки, как и вся Орловская область, находится в часовой зоне МСК (московское время). Смещение применяемого времени относительно UTC составляет +3:00.

## Население
| 2002 | 2010 |
| ---- | ---- |
| 115  | ↘53  |

Половой состав
По данным Всероссийской переписи населения 2010 года, в гендерной структуре населения мужчины составляли 45,3 %, женщины — соответственно 54,7 %.
Национальный состав
Согласно результатам переписи 2002 года, в национальной структуре населения русские составляли 99 % из 115 чел.